# في سوريا (فلم)
في سوريا (بالإنجليزية: Insyriated) هو فيلم درامي بلجيكي من إخراج فيليب فان ليو سنة 2017. تم عرضه في قسم بانوراما في الدورة 67 لمهرجان برلين السينمائي الدولي، حيث حصل على جائزة الجمهور البانورامي. في جوائز ماغريت الثامنة، فاز الفيلم بجميع الجوائز الست التي رُشِّحَ لها، مُعادلا بذلك الرقم القياسي الذي كان بحوزة فيلم السيد لا أحد.
يحكي الفيلم قصة عائلة رفضت التخلي عن منزلها، رغم الأعمال العسكرية التي استهدفت مكان سكنها.

## القصة
تدور أحداث الفيلم كلها تقريبا داخل شقة تتحول إلى ما يشبه السجن، خلال الحرب المُستمرة في سوريا، والتي يجسد الفيلم وحشيتها عبر دوي القنابل ونيران القناصة.

## المُمثّلون
- هيام عباس بدور أم يزن
- دياماند بو عبود بدور حليمة
- جولييت نافيس في دور دلاني
- محسن عباس بدور أبو منذر

## الاستقبال النقدي
على موقع روتن توميتوز، حصل الفيلم على نسبة موافقة تبلغ 89 ٪ بناءً على 45 مراجعة، ومتوسط تقييم 7/10.

### الجوائز
| جائزة / مهرجان سينمائي            | الفئة                | المستلمون والمرشحون    | النتيجة |
| --------------------------------- | -------------------- | ---------------------- | ------- |
| مهرجان برلين السينمائي الدولي     | جائزة جمهور بانوراما |                        | فوز     |
| جوائز لوميير                      |                      |                        |         |
| أفضل فيلم فرنسي                   |                      | فوز                    |         |
| أفضل ممثلة                        | هيام عباس            | رُشِّح                    |         |
| جوائز ماجريت                      | أفضل فيلم            |                        | فوز     |
| جوائز ماجريت                      | أفضل مخرج            | فيليب فان ليو          | فوز     |
| جوائز ماجريت                      | أفضل سيناريو         | فيليب فان ليو          | فوز     |
| جوائز ماجريت                      | أفضل تصوير سينمائي   | فيرجيني سورج           | فوز     |
| جوائز ماجريت                      | أفضل موسيقى تصويرية  | جان لوك فافشامب        | فوز     |
| جوائز ماجريت                      | أفضل صوت             | بول هيمانز وأليك جوس ذ | فوز     |
| جوائز الموسيقى التصويرية العالمية | أفضل موسيقى تصويرية  | جان لوك فافشامب        | رُشِّح     |

## روابط خارجية
- في سوريا على موقع IMDb (الإنجليزية)
- في سوريا على موقع روتن توميتوز (الإنجليزية)
- في سوريا على موقع قاعدة بيانات الأفلام العربية
- في سوريا على موقع ألو سيني (الفرنسية)
- في سوريا على موقع فيلمافينيتي (الإسبانية)
- في سوريا على موقع قاعدة بيانات الأفلام السويدية (السويدية)
- في سوريا على موقع قاعدة بيانات الفيلم (الإنجليزية)
- في سوريا على موقع ليتربوكسد (الإنجليزية)
- في سوريا على موقع كينوبويسك (الروسية)